# 今福友清
今福友清（1513年—1581年6月16日），日本戰國時代至安土桃山時代的武將。武田氏家臣。譜代家老眾。
今福氏的遠祖是甲斐源氏奈古氏。

## 生平
在永正10年（1513年）出生。仕於武田氏，持有70騎（『甲陽軍鑑』）。
武田氏在天文年間正式侵攻信濃國。天文22年（1553年），在侵攻信濃筑摩郡時，擔任刈屋原城（現今長野縣松本市）城主，在巡視知行地時，與信濃國眾海野下野守發生爭執（『高白齋記』）。在信濃深志城城主馬場信房、平瀨城城主原虎胤前往甲府參見時，與橫田康景一同負責監視仁科眾（『高白齋記』）。
永祿4年（1561年），嫡男虎孝在川中島之戰中從軍，因此被認為是在這段時間隱居。
永祿11年（1568年）12月6日，武田氏開始侵攻駿河國今川氏的領國（駿河侵攻）。此後，成為駿河久能城（現今靜岡縣靜岡市）城主（『甲陽軍鑑』「武田法性院信玄公御代惣人數之事」）。久能城是在駿河侵攻時，後北條氏侵攻富士郡、駿東郡，於是作為對抗後北條氏的據點城郭，於是在久能山築城，在駿河侵攻時，由武田一族的板垣信安（左京亮）擔任城主。武田氏在元龜2年（1571年）成功吞併駿河，並與後北條氏回復甲相同盟。久能城是位於富士川以西、大井川以東的地域的支配據點，所以被認為持有負責地域支配的「駿東郡司」（郡代）的權限。
天正5年（1577年）3月6日，向鐵山宗鈍請求向自身逆修供養（生前供養）。在天正9年（1581年）病死。法名是月岩紹心庵主。

## 子孫
家督和久能城城主的地位由嫡男虎孝（丹後守、善十郎友實）繼承。虎孝在天正10年（1582年），因為德川氏的侵攻而自殺。友久（丹波守）、昌和等兒子亦戰死。養子昌常（新左衛門、和泉守。長坂光堅次男）和孫兒友直（虎孝的兒子）仕於德川氏。